# 760
Cette page concerne l'année 760  du calendrier julien. Pour l'année 760 av. J.-C., voir 760 av. J.-C.
L'année 760 est une année bissextile qui commence un mardi.

## Événements
- Avril : le duc Autchaire et l'évêque Remedius, envoyés de Pépin le Bref, signent un accord avec le pape Paul Ier et le roi des Lombards Didier : Paul renonce à ses revendications territoriales, ainsi qu’à ses tentatives de protectorat sur Spolète et Bénévent[1].
- 20 mai : passage de la comète de Halley[2].

- Mai : Pépin le Bref déclare la guerre au duc d'Aquitaine Waïfre, qu'il accuse de spolier le clergé de ses biens[3]. Il mène une série d'expéditions contre l'Aquitaine (760-768). Il ravage d’abord le Berry (760)[4], puis s’empare progressivement de toute la principauté jusqu’à la Garonne.

- Inscription de Dinoyo, près de Malang. Le roi Dewasimha de Kanyuruhan (aujourd'hui Malang dans l'est de l'île de Java en Indonésie) fonde un temple dédié à Agastya, vraisemblablement le temple de Badut[5].

## Décès en 760
- 11 mai[6] : Gangolf d'Avallon, martyr vénéré dans l'Église catholique (Fête le 11 mai).
- Dumngual III, roi des bretons du Strathclyde.